# Supérieur Inconnu

Supérieur Inconnu est une revue littéraire française néo-surréaliste, fondée en 1995 par l'écrivain Sarane Alexandrian.  

## Création de la revue
Supérieur Inconnu, la revue qui s'est toujours revendiquée du « non-conformisme intégral » dans les domaines abordés (littérature, art, sciences), est le titre qu’André Breton avait choisi, en novembre 1947, pour nommer la publication qu'il envisageait de fonder et qui devait conjuguer les deux courants du surréalisme : les conservateurs  (attachés aux principes du Second manifeste) et les novateurs, regroupés autour de Victor Brauner, de Sarane Alexandrian, de Claude Tarnaud et de Stanislas Rodanski, voulant aller plus loin. Cette revue devait être éditée par Gallimard, sur les conseils de Jean Paulhan, mais un désaccord initial annula le projet. Sarane Alexandrian, qui fut, en 1947, le chef de file des novateurs, reprit le titre quarante-huit ans plus tard, afin, comme il l’a écrit dans le premier numéro de la revue : « de combattre la médiocrité intellectuelle de notre fin de siècle, et pour exprimer nos idées et convier nos sympathisants à faire entendre leurs voix. » Pour André Breton, comme pour ses amis, le « supérieur inconnu » désignait l’objectif idéal de la recherche poétique de l’avenir. 
L’ambition de Supérieur Inconnu est par conséquent fidèle à l’esprit de Breton, puisqu’elle vise à élever l’esprit vers les hauteurs et explorer l’inconnu, ce que confirme Sarane Alexandrian dans l’éditorial–manifeste qui ouvre le premier numéro, en octobre 1995 : « Le surréalisme, dont nous avons assumé les exigences bouleversantes en notre jeunesse, est terminé historiquement, mais rien n’est venu le remplacer dans aucun pays du monde. Le vide culturel de Paris est particulièrement tragique, car c’est de cette capitale prodigieuse qu’on a toujours attendu le signal d’une révolution de l’esprit. Nous allons aider à dégager une tendance qui préservera le meilleur des acquis romantiques et surréalistes, mais rejettera les notions périmées se mêlant à leurs incitations émancipatrices et y adjoindra des innovations. Si notre titre rend hommage à André Breton, l’Incorruptible des Lettres et des Arts, l’ennemi-juré de tous les conformismes et de tous les arrivismes, nul ne saurait nous reprocher d’en être les disciples attardés, puisque nous avons eu jadis le courage de rompre avec lui par souci de dépassement. Nous sommes plutôt les précurseurs transmettant aux générations futures l’esprit de feu du mouvement que nous avons adoré. » 

## La première série (1995-2001. 21 numéros)
Autant ouverte à la prose qu’à la poésie, la revue met à l’honneur dans chaque numéro (le dossier Celui qui sort de l’ombre), un écrivain qui est souvent injustement méconnu du public et de la critique, et que Supérieur Inconnu revendique comme un aîné important, soit chronologiquement : Claude Tarnaud, Charles Duits, Michel Fardoulis-Lagrange, Stanislas Rodanski, Ghérasim Luca, Gabriel Pomerand, Georges Hugnet, Camille Bryen, Joyce Mansour, Gilbert Lely, Louis de Gonzague-Frick, Jeanne Bucher, Malcolm de Chazal. Ces artistes sont proposés comme modèles extrêmes à la nouvelle génération. La rubrique "Poètes de demain", présente, quant à elle, les poètes significatifs qui gravitent autour de la revue, dont :  Alain Jouffroy et Jean-Dominique Rey, tous les deux cofondateurs de la revue, puis, Jean Barral, Nanos Valaoritis, Christophe Dauphin, Derek Walcott, Marc Kober, Kadhim Jihad, Branko Aleksic, Jean-Pierre Lassalle, Henri Rode, Alina Reyes ou les poètes libanais Ansi el-Hajj, Tamirace Fakhoury et Paul Chaoul ou le poète irakien Abdul Kader El-Janabi. Au gré des numéros, le dossier Celui qui sort de l’ombre sera remplacé par Arts en mouvement, afin d’axer la revue sur les artistes vivants (Isaure de Saint Pierre, Jeanne Socquet: son regard d'absence, no 8, octobre 1997). La rubrique des Éclats propose quant à elle, des notes sur la modernité pure en littérature, peinture, théâtre, poésie, etc. La rubrique Désirs de femmes, est consacrée à diverses expressions hardies de la sensibilité féminine. Selon Alexandrian, c’est « aux hommes à être féministes, pas aux femmes ». 
De format 16,5 par 24, pour cent-quarante pages, la revue est éditée sur papier glacé et chaque couverture est illustrée par l’œuvre originale d’un peintre du groupe. Chaque numéro est tiré à  mille exemplaires, et le financement provient des abonnements, des dons, et de la cassette personnelle d’Alexandrian, à la suite de ventes de tableaux. 
Y a-t-il un programme dans Supérieur Inconnu ? Alexandrian répond (in Christophe Dauphin, Sarane Alexandrian ou le grand défi de l'imaginaire, éditions L'Âge d'Homme, 2006) : « Non, la notion de programme a été abolie par le surréalisme parce qu’elle est contraire à celle de liberté d’invention. Si on applique un programme, il n’y a plus de place pour la fantaisie. Mais il y a néanmoins une harmonie et une cohésion dans les textes que nous publions. Nous demandons à nos collaborateurs d’aller jusqu’au bout du possible de créer.» 
Au sein de la revue, les articles sont ouverts à tous les sujets de la modernité et exaltent le merveilleux dans la vie quotidienne, comme ils vont à l’encontre du réalisme pouilleux qui tend à nous submerger. Au comité de rédaction, nous retrouvons tout d’abord Sarane Alexandrian, Jean-Dominique Rey, Alain Jouffroy et Michel Bulteau. Ces deux derniers quitteront le comité, que rejoindront Marc Kober et Christophe Dauphin. 
Sur le plan des collaborations, la revue est très riche et associe la littérature et l’art. Qu’il s’agisse de peintres, de photographes, de sculpteurs, d’écrivains ou de poètes ; les grands aînés vivants ou disparus mais toujours proches, côtoient de jeunes créateurs. Ainsi peuvent se trouver confrontés dans un même numéro des photographes comme Frédéric Barzilay et Tzu Chen Chen, avec des sculpteurs comme Virginia Tentindo et Fabio De Sanctis, et des peintres comme Matta, Castro, Olivier O. Olivier, Cremonini, Sir L. , Velickovic ou Ljuba. Parmi les peintres, nous ne saurions omettre de citer les grands aînés, toujours présents dans la revue : Victor Brauner, Madeleine Novarina, Wifredo Lam, Hans Bellmer, Max Ernst ou Jacques Hérold, aux côtés des écrivains, philosophes, psychanalystes ou poètes.
La première série de Supérieur Inconnu comptera 21 numéros jusqu’en octobre 2001. Le groupe organisera de nombreuses manifestations et expositions, principalement à Paris (hormis une importante exposition « Autour de la revue Supérieur Inconnu », qui se tiendra du 19 au 25 février 2001 à Thonon-les-Bains, sur les terres savoyardes de Madeleine Novarina), à la librairie Nicaise, au Salon de la revue, au Salon du livre, au Musée de l’érotisme ou à la galerie La Hune-Brenner.

## La deuxième série (2005-2006. 4 numéros)
Au sein de Supérieur Inconnu, les collaborateurs ont des idées avancées, une mentalité non-conformiste et se soucient d’inaugurer des formules d’avenir. Voilà le dénominateur commun. Alexandrian veille à ce qu’il règne une totale liberté d’expression; une curiosité de tout ce qui se fait de nouveau et qui n’existe pas dans les revues officielles. L’esprit du groupe entend, bien sûr, aller à l’encontre du dogmatisme universitaire.
En janvier 2005, après une mise en sommeil, la revue qui est devenue emblématique en apparaissant comme l’un des phares de l’avant-garde artistique, renaît, toujours sous la houlette d’Alexandrian, avec une nouvelle formule : « J’ai toujours posé en principe qu’une revue doit être fortement structurée. Cette fois la structure est quadripartite et s’inspire du jeu de cartes conçu à Marseille par les surréalistes pendant la Seconde Guerre mondiale. Dans cette époque tragique ils estimèrent que les cartes traditionnelles n’illustraient pas assez bien le devenir humain. Il fallait remplacer les rois, les dames et les valets de trèfle, de cœur, de carreau et de pique par les génies, les sirènes et les mages de l’étoile noire, de la flamme, de la serrure et de la roue. Ces nouveaux emblèmes indiqueraient que ces figures gouverneraient le rêve, l’amour, la connaissance et la révolution, apparaissant nommément comme les forces perpétuelles de la vie. Au début du XXe siècle, où règnent tant de confusion idéologique et d’incohérence politique, il me paraît nécessaire et même exemplaire qu’une revue de création s’organise en fonction de cette perspective. Aujourd’hui pour être admirables les créateurs doivent exalter les quatre valeurs cardinales de l’humanité, désignées par le jeu de cartes des surréalistes : l’amour, feu de l’esprit et du corps ; la connaissance, scrutant même l’inconnaissable ; et la révolution, roue à aubes du destin, inscrivant le désir du meilleur dans les faits » écrit Alexandrian dans son éditorial. 
Par rapport à la première série, le format évolue et passe à 19,8 par 28 cm, pour cent douze pages. Le comité de rédaction est constitué par l’ancienne équipe : Alexandrian, bien sûr, mais aussi par Marc Kober, qui devient rédacteur en chef, Jean-Dominique Rey, Céline Masson (responsable de la « Psychologie du rêve »), et Christophe Dauphin (responsable de la « Révolution de la poésie », qui publie dans le numéro 3, juin 2006, son manifeste: Qu'est-ce que l'Emotivisme ?), auxquels se sont joints le scientifique et directeur de collection (chez Oxus) Basarab Nicolescu (responsable de la « Science de la nature »), le philosophe grec Constantin Macris responsable de « l’Humanisme et du sacré »), le sculpteur Virginia Tentindo (responsable de la conception graphique), et Marie-Laure Missir, biographe de Joyce Mansour et responsable des « Aspects du surréel ».
La revue comporte désormais quatre dossiers différents. Le dossier du rêve ne se limite pas à l’étude des productions du sommeil. Ce domaine englobe tout ce qui, dans l’activité humaine, exige une part fondamentale d’imagination. Celui de l’amour n'est pas moins vaste, vu que l’amour terrestre est sexuel ou non sexuel, profane ou hanté par le divin, et que ses modes de satisfaction impliquent des épreuves, des extases, des voluptés. Dans le secteur de la connaissance, on trouve des textes d’histoire ou de philosophie, mais en même temps on y apprécie la différence entre connaissance scientifique, connaissance intuitive et connaissance initiatique. Le dossier révolution redéfinit cette notion, devenue antipathique à cause des destructions et des massacres dont elle semble le point de départ. En plaçant d’emblée la révolution sous l’égide de Charles Fourier – qui a établi les moyens d’assurer l’ordre sociétaire idéal sans conflits -, Alexandrian démontre qu’elle peut être attrayante et universelle, ainsi qu'il l'écrit: "Fourier est un penseur profond qui a eu l'étrange malheur d'avoir une imagination luxuriante. Ce maître de la philosophie sociale a cédé constamment à son penchant romanesque pour les visions d'avenir. Mais ses tableaux poétiques, satiriques, comiques même (en raison de son humour sarcastique), ne doivent pas nous faire oublier qu'il a été l'instigateur d'une science nouvelle, révélant la mécanique des passions et l'art des associations humaines. Un utopiste décrit une société idéale  immuable, comme celle que Thomas Morus a située dans l'île d'Utopie. Au contraire Fourier, dès le début de sa carrière, dit qu'il a découvert "les lois du mouvement social", et qu'il a analysé les seize types de sociétés possibles dans tout l'univers. Sur Terre on en a pratiqué trois: la sauvagerie, al brabarie et la civilisation; Fourier étudie comment on parviendra au quinzième ordre sociétaire, l'Harmonie simple, et de là au seizième, l'Harmonie composée."
La sortie du premier numéro donne lieu à une manifestation qui se tient à La Halle Saint-Pierre de Paris, le samedi 5 février 2005, conjointement à la tenue d’une exposition du peintre suisse H.R. Giger.

## La troisième série (2007-2011. 5 numéros)
La deuxième série de Supérieur Inconnu s'est terminée pour les raisons (la non-reconduction de la subvention du Centre national du Livre) que Sarane Alexandrian a évoqué avec verve dans l'éditorial du numéro 4 d'octobre 2006. Le comité de rédaction décida qu'il était encore possible malgré tout de faire de temps en temps un numéro spécial, afin de prouver que la fratrie  est toujours active, animée par le même idéal néo-surréaliste. Le comité de rédaction, élargi, est composé de Sarane Alexandrian, Jean-Dominique Rey, Marc Kober, Christophe Dauphin, Odile Cohen-Abbas, Lou Dubois, Roselyne Gigot, Antoine Jockey, Constantin Macris, Basarab Nicolescu, Virgile Novarina et Virginia Tentindo. Les couvertures reproduisent en couleurs et en plein page les œuvres d'artistes du groupe (comme c'est le cas pour Olivier O. Olivier, qui illustre les couvertures des numéros spéciaux sur le Bizarre, automne 2007, et sur la Vie rêvée, printemps 2008; Lou Dubois, qui illustre d'un collage le numéro spécial sur l'Art de vivre, automne 2009; ou par des peintres aînés admirés, comme c'est le cas de Lucien Coutaud, dont l'huile sur toile Trois poissons et une tête (1958), orne la couverture du numéro spécial sur le Désir, février 2009. C'est que le numéro spécial sur le Désir, s'ouvre sur une étude richement illustrée (Lucien Coutaud et l'Eroticomagie), que Christophe Dauphin consacre à Lucien Coutaud.
Le format (18 par 25) et la présentation évoluent une nouvelle fois, prouvant qu'avec des moyens restreints on peut paraître luxueux, conformément à la théorie de Charles Fourier affirmant que l'on ne supprimera la misère matérielle qu'en inculquant le besoin du luxe au peuple. "Il en va de même de la misère mentale, que trop de publications récentes risquent d'aggraver. Elle ne sera vaincue qu'en lui opposant le luxe de la sensibilité, fait d'éclats de passion et de connaissance. Et parmi ces éclats, les plus saisissants relèvent de la catégorie du bizarre", écrit Alexandrian, en 2008, dans l'éditorial du premier opus: numéro spécial sur le bizarre. "L'Ange du Bizarre est immortel, inspirant des écrivains et des artistes hors des normes, et c'est à lui que nous demanderons des exemples susceptibles de réveiller le sens de la révolte et du merveilleux chez nos lecteurs", écrit encore Alexandrian dans son éditorial.
Malgré la maladie (une leucémie) qui le fit souffrir trois années durant, Sarane Alexandrian ne cessa jamais cessé d’être actif. Digne et combatif, il consacra toute son énergie à travailler sur ses deux ultimes projets, lesquels, l’ont "maintenu en vie". Le premier de ces projets (le deuxième étant son livre d'art Les peintres surréalistes) sera le numéro spécial sur l’Art de vivre ("L'art de vivre a été mon obsession depuis l'adolescence: je n'ai admiré que les êtres dont l'art de vivre me fascinait, je n'ai aimé que les livres qui en exaltaient les notions, et je ne me suis estimé moi-même que dans la mesure où je me donnais la preuve d'en avoir un", écrit Alexandrian dans l'éditorial), de la revue Supérieur Inconnu ; numéro qui parut à l’occasion du Salon de la revue, à Paris, le week-end du 18 octobre 2009. Ce numéro, Sarane Alexandrian n'a pu le voir. Il est décédé le 11 septembre 2009 à Ivry-sur-Seine, où il était hospitalisé.
Un ultime numéro de Supérieur Inconnu, a paru en septembre 2011 : "numéro spécial Sarane Alexandrian", édité par Les Hommes sans épaules.